# Hyphospora
Hyphospora är ett släkte av svampar. Hyphospora ingår i ordningen Capnodiales, klassen Dothideomycetes, divisionen sporsäcksvampar och riket svampar.
|            | Antennulariellaceae                      |
|            |                                          |
|            | Asterinaceae                             |
|            |                                          |
|            | Capnodiaceae                             |
|            |                                          |
|            | Davidiellaceae                           |
|            |                                          |
|            | Euantennariaceae                         |
|            |                                          |
|            | Metacapnodiaceae                         |
|            |                                          |
|            | Micropeltidaceae                         |
|            |                                          |
|            | Mycosphaerellaceae                       |
|            |                                          |
|            | Piedraiaceae                             |
|            |                                          |
|            | Schizothyriaceae                         |
|            |                                          |
|            | Teratosphaeriaceae                       |
|            |                                          |
|            | Scirrhia                                 |
|            |                                          |
|            | Baudoinia                                |
|            |                                          |
|            | Friedmanniomyces                         |
|            |                                          |
|            | Phaeotheca                               |
|            |                                          |
| Hyphospora | \| \| Hyphospora agavacearum \| \| \| \| |
|            | \| \| Hyphospora agavacearum \| \| \| \| |
|            | Micropustulomyces                        |
|            |                                          |
|            | Cystocoleus                              |
|            |                                          |
|            | Heptaster                                |
|            |                                          |
|            | Limaciniopsis                            |
|            |                                          |
|            | Capnobotryella                           |
|            |                                          |
|            | Capnocheirides                           |
|            |                                          |
|            | Pseudotaeniolina                         |
|            |                                          |
|            | Xenomeris                                |
|            |                                          |
|            | Monographos                              |
|            |                                          |
|            | Comminutispora                           |
|            |                                          |
|            | Toxicocladosporium                       |
|            |                                          |
|            | Rachicladosporium                        |
|            |                                          |
|            | Verrucocladosporium                      |
|            |                                          |
|            | Pseudovirgaria                           |
|            |                                          |
|            | Recurvomyces                             |
|            |                                          |
|            | Elasticomyces                            |
|            |                                          |
|            | Sporidesmajora                           |
|            |                                          |
|            | Hispidoconidioma                         |
|            |                                          |
|            | Hyphospora agavacearum                   |
|            |                                          |

|  | Hyphospora agavacearum |
|  |                        |